# جوسيب ماريا أباركا
جوسيب ماريا أباركا (بالإسبانية: Josep Maria Abarca)‏ هو لاعب كرة الماء إسباني، ولد في 19 يونيو 1974 في برشلونة في إسبانيا.

## وصلات خارجية
- جوسيب ماريا أباركا على موقع الاتحاد الدولي للسباحة (الإنجليزية)
- جوسيب ماريا أباركا على موقع اللجنة الأولمبية الدولية (الإنجليزية)
- جوسيب ماريا أباركا على موقع أوليمبيديا (الإنجليزية)